# Шарков Олександр Костянтинович

У штаб-квартирі ЦРУ разом із колегами, 1994 рік, CIA Memorial Wall

Олекса́ндр Костянти́нович Шарко́в (21 жовтня 1945, Київ — 16 березня 2017, Київ) — український державний діяч, генерал, професійний розвідник, брав участь у створенні української розвідувальної служби, начальник Головного управління розвідки Служби безпеки України (1993-1995 рр.).

## Життєпис
Народився 21 жовтня 1945 року в Києві, крім українського, мав також білоруське та польське шляхетне коріння. Мав родинні зв'язки з першим народним художником України професором Г. Світлицьким. 
1968 — із відзнакою закінчив радіофізичний факультет Київського університету імені Тараса  Шевченка, вільно володіє англійською, вивчає німецьку.  
У тому ж році вступає в аспірантуру. У студентські роки був кандидатом у майстри спорту з академічного веслування. 
1969 — запрошений на роботу в органи держбезпеки та розвідки тодішньої УРСР.
1980 - 1986 — працює в одній із країн Близького Сходу за напрямом науково-технічної розвідки.  
Після завершення довготермінового закордонного відрядження відхилив пропозицію працювати у Москві та повернувся з родиною до Києва. 
З 1986 — керівник робочої групи із забезпечення розвідувальною інформацією урядової комісії з ліквідації наслідків аварії на Чорнобильській атомній електростанції, учасник ліквідації 1 категорії. 
1991 - 1993 — безпосередньо опікується створенням розвідувальних органів незалежної України, зокрема підготовкою нормативно-правових, технічних та кадрових пропозицій.   
1993 — пройшов курс підвищення кваліфікації в Інституті міжнародних відносин Київського національного університету імені Тараса Шевченка за спеціальністю "Дипломатична та консульська служба", перекладач з англійської мови. 
1993 - 1995  — начальник Головного управління розвідки Служби безпеки України. Налагоджує співробітництво з розвідувальними органами інших країн у перші роки відновлення Української державності. З цією метою здійснив робочі та офіційні візити у понад 70 держав світу. Послідовно просуває ідею, у тому числі напрацьовує законодавчі пропозиції, зі створення в Україні окремої самостійної розвідувальної служби, яка була реалізована лише 10 років по тому .
2001 - 2004 —радник Секретаря Ради національної безпеки та оборони України.
У 2004 засудив масові фальсифікації президентських виборів та відкрито заявив про невизнання їхнім "переможцем" В.Януковича, не бувши водночас прихильником В.Ющенка, діяльність якого часто критикував. У той же час наголошував, що "правоохоронці мають виконувати накази президента, обраного більшістю народу відповідно до Конституції, а не бандитських понять" .  
2004 - 2017 —радник Голови Служби зовнішньої розвідки України (поза штатом). 
У різні роки входив до складу Державної експертно-технічної комісії при Кабінеті Міністрів України, Урядової комісії з експортного контролю, Валютно-кредитної ради Кабінету Міністрів України, Комітету з питань розвідки при Президентові України, був радником Комітету з питань національної оборони, безпеки та розвідки Верховної Ради України.  
Брав участь у двосторонніх консультаціях розвідорганів та представляв Україну під час багасторонніх заходів за участю спецслужб, зокрема з боротьби з міжнародним наркобізнесом та наркотрафіком. 
Учасник авторського колективу винахідників безгільзової зброї. 
Мав проєвропейські погляди, підтримував поглиблення військово-політичного співробітництва України зі США та НАТО, критикував російську зовнішню політику. 
Після відставки працював заступником керівника одного з комерційних банків, займався підприємницькою діяльністю, був незалежним консультантом з питань інформаційної безпеки та захисту приватної (комерційної) інформації, реалізовував різноманітні, у тому числі благодійні, проєкти.   
Водночас завжди продовжував підтримувати СЗР як позаштатний радник голови Служби та охоче передавав знання і досвід новим поколіннями українських розвідників .  
Автор книги спогадів "Моє життя у розвідці" (К. : Видавничий дім "АДЕФ-Україна", 2009. — 254 с.).  
16 березня 2017 року пішов із життя, був похований у рідному Києві поряд із батьками та братом.